# Taxi, Roulotte et Corrida
Pour plus de détails, voir Fiche technique et Distribution.
Taxi, Roulotte et Corrida est un film français réalisé par André Hunebelle, sorti en 1958.

## Synopsis
Maurice Berger (Louis de Funès), chauffeur de taxi parisien, qui part en Espagne passer ses vacances avec sa femme Germaine (Paulette Dubost) et son fils Jacques (Guy Bertil), accepte d'accrocher à sa voiture la roulotte confectionnée par son beau-frère Léon (Raymond Bussières), accompagné de sa femme Mathilde (Annette Poivre) et de leur fille Nicole (Sophie Sel). Pleins de bonne humeur, les vacanciers passent la frontière espagnole. Mais à la suite du tour de main de Myriam (Véra Valmont), complice de bandits voleurs de bijoux, pour passer la douane, Maurice se retrouve avec un diamant dans la poche. Les bandits font alors tout pour récupérer la pierre.

## Fiche technique
- Titre original : Taxi, Roulotte et Corrida
- Réalisation : André Hunebelle
- Assistants : Serge Witta, Yves Prigent, Michel Rossi
- Scénario : Jean Halain
- Adaptation : Jean Halain, André Hunebelle, Jean Aurel
- Dialogues : Jean Halain
- Décors : Sydney Bettex
- Costumes : Mireille Leydet
- Photographie : Paul Cotteret
- Opérateur : Charles-Henri Montel, assisté de Roger Gleize et Jean Marginière
- Son : Jean Bertrand, assisté de Bernard Souverbie et Michel Flour
- Musique : Jean Marion (Éditions Hortensia)
- Montage : Françoise Javet, assisté de Andrée Werlin
- Maquillage : Jacqueline Revelly
- Photographe de plateau : Jean-Louis Castelli
- Script-girl : Marie-Thérèse Cabon
- Régisseur général : Tonio Sune
- Régisseur extérieur : Jean Alexandre
- Effets spéciaux : Gérard Cogan
- Effets photographiques : Michel Ygouf - Trucages : LAX
- Accessoiristes : François Suné, Michel Suné
- Chargé de presse : Richard Balducci
- Tournage du 12 mai au 8 juillet 1958 aux studios "Franstudio"
- Tirage : Laboratoire L.T.C
- Production : André Hunebelle, Jules Borkon
- Directeur de production : Paul Cadeac
- Secrétaire de production : Charlotte Choquert
- Administrateur de production : Cyril Grize
- Sociétés de production : Production Artistique et Cinématographique, Champs-Élysées Production, Lambor films
- Société de distribution : Pathé Consortium Cinéma
- Pays de production :  France
- Langue originale : français
- Format : noir et blanc — 35 mm — 1,37:1 — son Mono
- Genre : Comédie
- Durée : 86 minutes
- Date de sortie : France : 22 novembre 1958
- Visa d'exploitation : 20738
- Affiche : Henri Cerutti (France)

## Distribution
- Louis de Funès : Maurice Berger, chauffeur de taxi en vacances
- Raymond Bussières : Léon, le beau-frère de Maurice
- Annette Poivre : Mathilde, la femme de Léon
- Jacques Dufilho : le client du taxi
- Paulette Dubost : Germaine, l'épouse de Maurice
- Guy Bertil : Jacques Berger, le fils de Maurice et Germaine
- Véra Valmont : Myriam, la vamp
- Jacques Dynam : Pedro, un des gangsters
- Albert Pilette : Gonzalès, un des gangsters
- Sophie Sel : Nicole, la fille de Léon et Mathilde
- Max Révol : Fred, le chef de la bande
- Jacques Bertrand : Carlos, un homme de main de Fred
- Louis Bugette : Casimir, un voisin de Maurice
- Marc Eyraud : le douanier espagnol
- Valérie Vivin : Mme Casimir, une voisine
- Mario Pilar : Manuel, un serveur
- Maurice Gardett : le speaker
- Luce Fabiole : la préposée de la fouille à la douane
- Bernard Musson : le vendeur de valises
- Roger Desmare : le barman de La Corrida
- Le trio Cervantès de La Puerta del Sol : les musiciens de La Corrida
- Michel Galabru : un douanier (non confirmé)

## Autour du film
- Il s'agit de l'un des premiers films dans lequel Louis de Funès tient le premier rôle — il y partage ici la vedette avec Raymond Bussières, Annette Poivre et Paulette Dubost — en tant qu'acteur principal.
- Première rencontre de Jacques Dynam et Louis de Funès, 6 ans avant leur collaboration dans Fantômas.